# Electronic Entertainment Expo 2018
La Electronic Entertainment Expo 2018, más conocida como E3 2018, fue la vigésimo cuarta edición de la Electronic Entertainment Expo. El evento fue organizado por el Entertainment Software Association (ESA), que tuvo lugar en el Centro de Convenciones de Los Ángeles desde el 12 hasta el 14 de junio de 2018.
El E3 2018 seguirá ofreciendo pases de acceso público al evento, después de su primera oferta durante E3 2017. Sin embargo, para resolver los problemas de sobrepoblación en los pabellones de los expositores, el E3 2018 abrirá durante dos días con acceso exclusivo para la industria durante unas horas antes de permitir el acceso del público a los expositores. Sólo aquellos con pases de cortesía de la industria y pases de negocios públicamente comprables podrán participar en estas horas exclusivas. 1000 de los pases públicos, llamados "Gamer Passes", se vendieron a $149 USD y el resto de los pases públicos se vendieron a $249, por orden de llegada. Estos pases, así como los pases de negocios, salieron a la venta el 12 de febrero de 2018.

## Conferencias de prensa

### Electronic Arts
Electronic Arts continuará organizando un evento separado cerca del Centro de Convenciones, en lugar de participar en la Expo. El evento EA Play 2018 se celebrará en el Hollywood Palladium del 9 al 11 de junio. La conferencia de prensa de EA se llevó a cabo el 9 de junio a las 11:00am (PDT), y fueron anunciados Battlefield V, FIFA 18 y FIFA 19, Star Wars: Jedi Fallen Order, Star Wars Battlefront II, Unravel Two, Sea of Solitude, NBA Live 19, Madden NFL 19, Command & Conquer: Rivals, y Anthem. EA también anunció que su servicio de software Origin se expandirá para incluir un servicio de suscripción premium para proporcionar acceso a los títulos antes de su lanzamiento al mercado minorista, y soporte cloud gaming más adelante en el año.

### Microsoft
La conferencia de prensa de Microsoft se llevó a cabo a la 1:00pm (PDT) el 10 de junio en el Microsoft Theater. Durante el podcast del Mayor Nelson. El vicepresidente ejecutivo de juegos de Microsoft Phil Spencer dijo que la conferencia de prensa de Microsoft había hecho cambios positivos de años anteriores para ser divertidos para todos. La presentación anunció alrededor de cincuenta juegos, entre ellos Halo Infinite, Ori and the Will of the Wisps, Sekiro: Shadows Die Twice, Fallout 76, The Awesome Adventures of Captain Spirit, Crackdown 3, Nier: Automata, Metro Exodus, Kingdom Hearts III, Sea of Thieves, Battlefield V, Forza Horizon 4, We Happy Few, PlayerUnknown's Battlegrounds, Tales of Vesperia, Tom Clancy's The Division 2, Shadow of the Tomb Raider, Session, Black Desert Online, Devil May Cry 5, Cuphead, Tunic, Jump Force, Dying Light 2, Battletoads, Just Cause 4, Gears Pop, Gears Tactics, Gears 5, y Cyberpunk 2077.
Phil Spencer también afirmó que Microsoft Studios había adquirido Undead Labs, Playground Games, Ninja Theory, y Compulsion Games, y estableció un nuevo estudio dentro de él, The Initiative. El Xbox Game Pass se actualizará para incluir "Fast Start" que permitirá a los jugadores acceder a determinados títulos el día de su lanzamiento al por menor.
Microsoft contará con un espacio expositor en el piso principal de la convención, dedicado principalmente a su plataforma de streaming Mixer, mientras que albergará demostraciones y otras actividades en el Microsoft Theater junto a los demás días de exhibición.

### Bethesda
La conferencia de prensa de Bethesda Softworks del E3, se llevó a cabo el 10 de junio a las 6:30pm (PDT). Los videojuegos presentados fueron Rage 2, The Elder Scrolls: Legends, The Elder Scrolls Online, Doom Eternal, Quake Champions, Prey, Wolfenstein II: The New Colossus, Wolfenstein: Youngblood, Wolfenstein: Cybermaster, Fallout 76, Fallout Shelter, The Elder Scrolls Blades, Starfield y The Elder Scrolls VI.

### Devolver Digital
La conferencia de prensa del E3 de Devolver Digital se llevó a cabo través de Twitch el 10 de junio a las 8:00pm (PDT). Se espera que la presentación sea similar a la de Devolver del E3 2017, que era un segmento pregrabado que se burlaba del estado del E3 y del marketing de los videojuegos, y no se centraba en los juegos. Planean traer de vuelta a la actriz Mahria Zook como la ficticia Devolver "Chief Synergy Officer" Nina Struthers. Aunque no planean presentar muchos juegos, están programados para una "revelación completa" junto con una mirada en profundidad a otros dos juegos. Entre los juegos presentados están SCUM, My Friend Pedro y Metal Wolf Chaos XD.

### Square Enix
Square Enix celebró su conferencia de prensa pregrabada en streaming de vídeo el 11 de junio a las 10:00 a. m. (PDT). La presentación a los medios de comunicación cubrió los próximos juegos de Square Enix, incluyendo Shadow of the Tomb Raider, Final Fantasy XIV (incluyendo un crossover con Capcom Monster Hunter World), The Awesome Adventures of Captain Spirit, Dragon Quest XI, Babylon's Fall, Nier: Automata, Octopath Traveler, Just Cause 4, The Quiet Man y Kingdom Hearts III.

### Limited Run Games
Limited Run Games tendrá su conferencia de prensa del E3 el 11 de junio a las 12:00pm (PDT).

### Ubisoft
Ubisoft tuvo su conferencia de prensa del E3 el 11 de junio a la 1:00 p. m. (PDT). Ubisoft presentó sus próximos juegos, incluido Just Dance 2019, Beyond Good & Evil 2, Tom Clancy's Rainbow Six Siege, Trials Rising, Tom Clancy's The Division 2, Mario + Rabbids Kingdom Battle, Skull & Bones, Transference, Starlink: Battle for Atlas, For Honor, The Crew 2 y Assassin's Creed Odyssey.

### PC Gaming Show
El PC Gamer organizó su PC Gaming Show el 11 de junio a las 3:00pm (PDT). El show incluyó presentaciones de varios editores y desarrolladores incluyendo Sega, Square Enix, Crytek, Double Fine Productions, Hi-Rez Studios, Skydance Media, Digital Extremes, Raw Fury, Klei Entertainment, Modern Storyteller, tinyBuild, Cloud Imperium Games, Starbreeze y 505 Games.

### Sony
Sony ofreció su conferencia de prensa el 11 de junio a las 6:00pm (PDT). Sony continuó con su "Experiencia E3", donde el evento fue transmitido simultáneamente en un número limitado de cines. Para hacer frente a las críticas de algunas de sus pasadas conferencias de prensa en el E3, Sony planeó realizar "inmersiones profundas" en un puñado de títulos de primera entrega durante su conferencia, en lugar de un gran número de breves tráileres para juegos, aunque seguirá cubriendo otros juegos de terceros e independientes. Sony se centró en Death Stranding, Ghost of Tsushima, Spider-Man y The Last of Us Part II. Además, en lugar de tener un pre-show antes de la conferencia de prensa para anunciar los títulos seleccionados, Sony utilizó los anuncios diarios en directo de los juegos de la semana anterior a la conferencia para revelar los nuevos títulos Tetris Effect, Twin Mirror', y Ghost Giant, dando a los anuncios de estos juegos "más tiempo para respirar".

### Nintendo
Al igual que en conferencias anteriores desde 2013, Nintendo transmitió un vídeo de presentación pregrabado de Nintendo Direct el 12 de junio a las 9:00 a. m. (PDT). Esta presentación se centró en el lanzamiento de los juegos Nintendo Switch en 2018, con un enfoque específico en Super Smash Bros. Ultimate. Los títulos adicionales que se muestran incluyen Daemon X Machina, Xenoblade Chronicles 2, Pokémon: Let's Go, Super Mario Party, Fire Emblem: Three Houses, Fortnite Battle Royale, Overcooked 2, Killer Queen Black, Hollow Knight y Octopath Traveler.

## Lista de videojuegos
Esta es una lista de títulos notables que han sido anunciados por sus desarrolladores o editores en el E3 2018.
| 505 Games - Assetto Corsa Competizione (PC) - Control (PC / PS4 / Xbox One) - Don't Starve Hamlet (PC) - Indivisible (PC / PS4 / Switch / Xbox One) - Underworld Ascendant (PC) Asmodee Digital - Carcassonne (Switch) Activision - Call of Duty: Black Ops 4 (PC / PS4 / Xbox One) - Crash Bandicoot N. Sane Trilogy (PC / Switch / Xbox One) - Destiny 2: Forsaken (PC / PS4 / Xbox One) DLC - Sekiro: Shadows Die Twice (PC / PS4 / Xbox One) - Spyro Reignited Trilogy (PS4 / Xbox One) Annapurna Interactive - Outer Wilds (PC / Xbox One ) Atari - RollerCoaster Tycoon (Switch) Atlus - Catherine: Full Body (PS4) - Persona 3: Dancing in Moonlight (PS4 / PSV) - Persona 5: Dancing in Starlight (PS4 / PSV) Automation Games - Mavericks: Proving Grounds (PC) Avalanche Studios - Generation Zero (PC / PS4 / Xbox One) Bandai Namco Entertainment - Jump Force (PS4 / Xbox One) - Soulcalibur VI (PC / PS4 / Xbox One) - Tales of Vesperia: Definitive Edition (PC / PS4 / Switch / Xbox One) - Twin Mirror (PC / PS4 / Xbox One) Bethesda Softworks - Doom Eternal (TBA) - Fallout 76 (PC / PS4 / Xbox One) - Fallout Shelter (PC / PS4 / Switch / Xbox One / Móviles) - Prey Mooncrash (PC / PS4 / Xbox One) DLC - Quake Champions (PC) - Rage 2 (PC / PS4 / Xbox One) - Starfield (TBA) - The Elder Scrolls VI (TBA) - The Elder Scrolls Blades (PC / PS4 / Switch / Xbox One / Móviles) - The Elder Scrolls: Legends (PC / Móviles) - The Elder Scrolls Online (PC / PS4 / Xbox One) - Wolfenstein: Cyberpilot (VR) - Wolfenstein: Youngblood (TBA) - Wolfenstein II: The New Colossus (Switch) Capcom - Devil May Cry 5 (PC / PS4 / Xbox One) - Mega Man 11 (PC / PS4 / Switch / Xbox One) - Mega Man X Legacy Collection 1 + 2 (PC / PS4 / Switch / Xbox One) - Monster Hunter Generations Ultimate (Switch) - Monster Hunter: World (PC / PS4 / Xbox One) - Resident Evil 2 (PC / PS4 / Xbox One) - Street Fighter 30th Anniversary Collection (PC / PS4 / Switch / Xbox One) - Street Fighter V: Arcade Edition (PC / PS4) CD Projekt - Cyberpunk 2077 (PC / PS4 / Xbox One) Coffee Stain Studios - Satisfactory (PC) Crytek - Hunt: Showdown (PC) Deep Silver - Metro Exodus (PC / PS4 / Xbox One) Devolver Digital - Metal Wolf Chaos XD (PC / PlayStation 4 / Xbox One) - My Friend Pedro (PC / Switch) - Scum (PC) - Serious Sam 4: Planet Badass (PC) Digital Extremes - Warframe (PC) | Electronic Arts - Anthem (PC / PS4 / Xbox One) - Battlefield V (PC / PS4 / Xbox One) - Command and Conquer: Rivals (Móviles) - FIFA 18 (PC / PS3 / PS4 / Switch / Xbox 360 / Xbox One) DLC - FIFA 19 (PC / PS3 / PS4 / Switch / Xbox 360 / Xbox One) - Madden NFL 19 (PC / PS4 / Xbox One) - Madden NFL Overdrive (iOS / Android) - NBA Live 19 (PS4 / Xbox One) - Sea of Solitude (PC / PS4 / Xbox One) - The Sims 4: Seasons (PC) - Star Wars Battlefront II (PC / PS4 / Xbox One) DLC - Star Wars Jedi: Fallen Order (PC / PS4 / Xbox One) - Unravel 2 (PC / PS4 / Xbox One) Epic Games - Fortnite Battle Royale (PC / PS4 / Xbox One / Switch / Móviles) FDG Entertainment - Monster Boy and the Cursed Kingdom (PC / PS4 / Switch / Xbox One) Finji - Tunic (PC / Xbox One) Focus Home Interactive - A Plague Tale: Innocence (PC / PS4 / Xbox One) - Call of Cthulhu: The Official Video Game (PC / PS4 / Xbox One) - Farming Simulator 19 (PC / PS4 / Xbox One) - Fear the Wolves (PC / PS4 / Xbox One) - Greedfall (PC / PS4 / Xbox One) - Insurgency: Sandstorm (PC / PS4 / Xbox One) - The Surge 2 (PC / PS4 / Xbox One) Hi-Rez Studios - Paladins (PC / PS4 / Switch / Xbox One) Hyperbolic Magnetism - Beat Saber (Oculus Rift / PSVR) Insomniac Games - Stormland (Oculus Rift) Koei Tecmo - Dead or Alive 6 (PC / PS4 / Xbox One) - Nioh 2 (PS4) Konami - Pro Evolution Soccer 2019 (PC / PS4 / Xbox One) - Super Bomberman R (PS4 / Xbox One) Limited Run Games - Double Switch (PS4) - Dust: An Elysian Tail (Switch) Microsoft Studios - Battletoads (PC / Xbox One) - Crackdown 3 (PC / Xbox One) - Cuphead (PC / Xbox One) DLC - Forza Horizon 4 (PC / Xbox One) - Gears 5 (PC / Xbox One) - Gears Pop (Móviles) - Gears Tactics (PC) - Halo Infinite (PC / Xbox One) - Ori and the Will of the Wisps (PC / Xbox One) - PlayerUnknown's Battlegrounds (PC / Xbox One) DLC - Session (Xbox One) - Sea of Thieves (PC / Xbox One) DLC Nintendo - Captain Toad: Treasure Tracker (3DS / Switch) - Daemon X Machina (Switch) - Fire Emblem: Three Houses (Switch) - Mario Tennis Aces (Switch) - Pokémon Let's Go, Pikachu! y Let's Go, Eevee! (Switch) - Splatoon 2: Octo Expansion (Switch) DLC - Super Mario Party (Switch) - Super Smash Bros. Ultimate (Switch) - Sushi Striker: The Way of Sushido (3DS / Switch) - Xenoblade Chronicles 2: Torna ~ The Golden Country (Switch) DLC NIS America - Disgaea 1 Complete (PS4 / Switch) - Labyrinth of Refrain: Coven of Dusk (PC / PS4 / Switch) - SNK 40th Anniversary Collection (Switch) - Ys VIII: Lacrimosa of Dana (Switch) | Rebellion Developments - Strange Brigade (PC / PS4 / Xbox One) Sega - Fist of the North Star: Lost Paradise(PS4) - Puyo Puyo Tetris (PC) - Shenmue 1+2 (PC / PS4 / Xbox One) - Shining Resonance Refrain (PC / PS4 / Switch / Xbox One) - Sonic Mania Plus (PC / PS4 / Switch / Xbox One) - Team Sonic Racing (PC / PS4 / Switch / Xbox One) - Total War: Three Kingdoms (PC) - Two Point Hospital (PC) - Valkyria Chronicles 4 (PC / PS4 / Switch / Xbox One) - Yakuza 0 (PC) - Yakuza Kiwami (PC / PS4) - Yakuza Kiwami 2 (PS4) Snail Games USA] - Pixark (Switch) Sony Interactive Entertainment - Days Gone (PS4) - Death Stranding (PS4) - Déraciné (PSVR) - Dreams (PS4) - Ghost Giant (PSVR) - Ghost of Tsushima (PS4) - God of War (PS4) - Nioh 2 (PS4) - Spider-Man (PS4) - The Last of Us Part II (PS4) - Tetris Effect (PS4 / PSVR) - Trover Saves the Universe (PS4 / PSVR) Square Enix - Babylon's Fall (PC / PS4) - Dragon Quest XI (PS4 / PC / Switch) - Final Fantasy XIV (PC / PS3 / PS4 ) - Just Cause 4 (PC / PS4 / Xbox One) - Kingdom Hearts III (PS4 / Xbox One) - Nier: Automata (Xbox One) - Octopath Traveler (Switch) - The Awesome Adventures of Captain Spirit (PC / PS4 / Xbox One) - The Quiet Man (PC / PS4) - Shadow of the Tomb Raider (PC / PS4 / Xbox One) - The World Ends with You: Final Remix (Switch) Starbreeze Studios - Overkill's The Walking Dead (PC / PS4 / Xbox One) Team17 - Genesis: Alpha One (PC / PS4 / Xbox One) - Mugsters (PC / PS4 / Switch / Xbox One) - My Time at Portia (PC / PS4 / Switch / Xbox One) - Planet Alpha (PC / PS4 / Switch / Xbox One) Team Cherry - Hollow Knight (Switch) Techland - Dying Light 2 (PC / PS4 / Xbox One) tinyBuild - Secret Neighbor (TBA) Ubisoft - Assassin's Creed: Odyssey (PC / PS4 / Xbox One) - Beyond Good & Evil 2 (TBA) - For Honor: Marching Fire (PC / PS4 / Xbox One) DLC - Just Dance 2019 (Switch / WiiU / Wii / PS4 / Xbox One / Xbox 360) - Mario + Rabbids Kingdom Battle: Donkey Kong Adventure (Switch) DLC - Skull & Bones (PC / PS4 / Xbox One) - Starlink: Battle for Atlas (PS4 / Switch / Xbox One) - The Crew 2 (PC / PS4 / Xbox One) - Tom Clancy's Rainbow Six Siege (PC / PS4 / Xbox One) - Tom Clancy's The Division 2 (TBA) - Transference (PC / PS4 / Xbox One) - Trials Rising (PC / PS4 / Xbox One / Switch) Warner Bros. Interactive Entertainment - Hitman 2 (PC / PS4 / Xbox One) - Lego DC Super-Villains (PC / PS4 / Xbox One / Switch) - LEGO Los Increíbles (PC / PS4 / Xbox One / Switch) XSEED Games - Fate/Extella Link (PS4 / PSV) - Freedom Planet (Switch) - Gal Metal (Switch) - Gungrave VR (PS4) - Sakuna: Of Rice and Ruin (PC / PS4) - Senran Kagura Burst Re:Newal (PC / PS4) |

## Otros eventos

### E3 Coliseum
El E3 Coliseum, un evento paralelo diseñado en torno a la interacción pública con los desarrolladores y editores, regresará este año a partir del 12 de junio de 2018, como ha confirmado Geoff Keighley a través de su cuenta de Twitter. También indicó que en breve se anunciarán los detalles de las sesiones específicas durante el evento, y que el evento se retransmitirá en directo en línea. Según el sitio web del E3, tendrá lugar en The Novo at L.A. Live, cerca del principal centro de convenciones, y estará disponible para todos los asistentes al E3.

### Torneos de videojuegos
Epic Games anunció los planes para un "Fortnite Battle Royale" Celebrity Pro-am que se celebrará en el E3 2018, con 50 celebridades y 50 mejores jugadores que también estarán compitiendo. Este evento fue anunciado siguiendo un flujo de Twitch en marzo de 2018 por el popular realizador de directos en Twitch Tyler "Ninja" Blevins, que presentó a las celebridades, Drake, Travis Scott, Kim Dotcom, y JuJu Smith-Schuster quienes estaban todos jugando el juego Fortnite Battle Royale.
Nintendo organizará torneos en directo tanto para Splatoon 2 como para el próximo Super Smash Bros. para el Nintendo Switch durante el E3. El torneo "Splatoon 2" contará con la participación de los mejores equipos de cuatro regiones: Norteamérica, Europa, Japón y Australia, que se enfrentarán en el primer campeonato mundial de juego. Nintendo invitará a varios de los mejores jugadores de "Super Smash Bros". siguiendo un formato similar al utilizado en el evento E3 2014.